# Pareuplexia prolifera
Pareuplexia prolifera is een vlinder uit de familie uilen (Noctuidae). De wetenschappelijke naam van deze soort is voor het eerst geldig gepubliceerd in 1856 door Walker.
De soort komt voor in tropisch Afrika.